# Verner Arpe
Verner Johannes Ferdinand Arpe, född 11 januari 1902 i Hamburg i Tyskland, död 7 februari 1979 i Bromma, var en svensk skådespelare.
Arpe är begravd på Råcksta begravningsplats.

## Filmografi
- 1948 – En svensk tiger
- 1949 – Törst
- 1956 – Sjunde himlen

### Fotnoter
1. ↑  ”Verner Arpe”. Svensk Filmdatabas. http://www.sfi.se/sv/svensk-filmdatabas/Item/?type=PERSON&itemid=62755&ref=%2ftemplates%2fSwedishFilmSearchResult.aspx%3fid%3d1225%26epslanguage%3dsv%26searchword%3dVerner+Arpe%26type%3dPerson%26match%3dBegin%26page%3d1%26prom%3dFalse. Läst 24 september 2012.